# Crash: Il dominio sui mutanti
Crash: Il dominio sui mutanti (Crash: Mind over Mutant) è un videogioco platform del 2008, sviluppato da Radical Entertainment e pubblicato da Activision per PlayStation 2, PlayStation Portable, Xbox 360, Nintendo Wii e Nintendo DS. Si tratta del settimo capitolo principale della celebre saga di Crash Bandicoot.

## Trama
Il gioco inizia subito dopo gli eventi di Crash of the Titans. Il dottor Neo Cortex e Nina fuggono a bordo della navicella di salvataggio dello Sterminatore e il malvagio scienziato, arrabbiato con la nipote per il suo tradimento, la abbandona nella Scuola pubblica del Male da lui stesso fondata. Poi Cortex si dirige al laboratorio di N. Brio, suo vecchio braccio destro. N. Brio si riconcilia con Cortex e gli mostra la sua ultima invenzione, un apparecchio simile a un casco in grado di trasformare anche un essere mite e innocuo come un coniglio in una feroce creatura assetata di sangue. Cortex si rende conto della commerciabilità del prodotto e così lo fa produrre in massa. 
Nel frattempo, a casa dei tre bandicoot, Coco sta avendo problemi mentre lavora all'occhio dello Sterminatore, ancora piazzato lì vicino. Crunch intima loro di dare una bella ripulita, dal momento che è passato un anno dagli eventi dell'avventura precedente. Coco si rifiuta beffardamente ("E chi ci costringerà? Tu? Tsk"), facendo sghignazzare Crash. Rassegnato, Crunch decide di limitarsi a qualche slogan, come "bevete limonata!". Dopo essere andata a fuoco — problema risolto da Crunch usando un estintore — la giovane bandicoot asserisce di voler convertire l'occhio dello Sterminatore nel "miglior sistema di intrattenimento di tutti i tempi". Verrà usato per giocare, guardare film e distribuire burro, sostenendo che sarà "un vero sballo" (in originale "la madre di tutti i TiVo"). Ciò entusiasma Crash e Crunch, sebbene quest'ultimo sembri soffrire di memoria a breve termine. Così Coco incarica il fratello di andare a recuperare alcuni pezzi per poter lavorare al progetto. Durante la sua ricerca nella giungla, Crash si imbatte nei Topi di Laboratorio, abbandonati da Cortex e ora al servizio di N. Gin, i quali si sono inselvatichiti e inferociti in questo lasso di tempo. 
Recuperate le parti del Capacitron, Coco può terminare la sua invenzione. Accendendo il sistema e in procinto di guardare la Formula 1 (in originale il NASCAR), va in onda una pubblicità in cui N. Brio e Cortex travestito presentano l'"NV", un casco che consente di "aprire qualsiasi file, parlare con gli amici, guardare film pay-per-view e affettare le patate". Assicurato che non si tratta di un imbroglio, Cortex annuncia che arriverà gratuitamente a casa, disponibile ovunque tranne che in Arkansas. Colpiti da tale prodigio tecnologico, i tre bandicoot decidono di ordinarne uno anche loro, e in breve viene loro consegnato un NV ciascuno. Mentre Coco e Crunch iniziano a usarlo e a esserne assuefatti, Crash viene folgorato ogni volta che lo tocca (il che fa pensare ad Aku Aku che "non gli piaccia"), mentre la maschera stregonesca non capisce cos'abbia di speciale poiché non sembra avere effetto su di lui. 
Nel mentre appare N. Gin, insieme a dei Topi di Laboratorio, ai quali ordina di uccidere i bandicoot. Poiché Coco e Crunch sono troppo presi dal dispositivo, tocca a Crash togliere di mezzo i tirapiedi. In seguito, lui e Aku Aku vanno a cercare N. Gin, trovandolo infine nel centro dell'Isola Wumpa, in un grande osservatorio. L'ex assistente di Cortex rivela loro che il suo capo lo ha abbandonato qui quando scappò dallo Sterminatore. Rifiutando di venire ignorato, ha iniziato a tenere d'occhio i bandicoot e a raccogliere informazioni su di loro. I due sono sempre più sorpresi nell'apprendere che, secondo lui, quando Cortex vincerà, lo ricoprirà di regali e diventerà il re dell'isola. Dopo aver nuovamente sconfitto i Topi di Laboratorio che lavorano per lui, Crash e Aku Aku rientrano nella sua base, e la maschera ordina a N. Gin di lasciare l'isola, al che quest'ultimo obbedisce con riluttanza. 
Osservando la situazione con il telescopio del suo covo, i due scoprono che Crunch e Coco, mentre stanno usando i loro NV, si trasformano in esseri più grossi e aggressivi. Crash e Aku Aku si precipitano a casa, dove assistono impotenti alla fuga di Crunch e si ritrovano costretti ad affrontare Coco, con l'aiuto di un Rattoghiaccio precedentemente crashato. Sconfitta e tornata normale, Aku Aku dice di aver percepito in lei l'aura negativa di suo fratello, Uka Uka. La sorella di Crash esterna la sua delusione in quanto "la cosa più divertente del mondo è cattiva". La maschera ricorda ai due che Crunch si trova ancora sotto il controllo del congegno e che devono capire che sta succedendo. Così Coco viola la rete dei malvagi per mezzo dell'occhio dello Sterminatore, e i tre scoprono un video nel blog di Cortex: lo scienziato malvagio annuncia il suo rientro in scena, insieme con la sua riconciliazione con N. Brio e la loro nuova invenzione, l'NV appunto, usando un Melmoso come cavia, davanti ai Topi da Laboratorio rimasti e Uka Uka. Cortex usa il Melmoso per tenere ferma la maschera malvagia, poiché uno dei motivi per cui ha convocato anch'esso è che necessita di una fonte di aura cattiva per alimentare l'NV, ovvero Uka Uka stesso. E quando Brio gli domanda come faranno a mettere il dispositivo in testa ai mutanti, Cortex afferma che "glielo daranno". Finito il video, Coco deduce che ormai gli NV saranno in tutta l'Isola Wumpa, e decide che a questo punto l'unica che può aiutarli è Nina Cortex, con ovvia incredulità di Aku Aku e Crash. Questo perché la nipote di Cortex ormai sarà ai ferri corti con lo zio dopo le sue bravate in Crash of the Titans, oltre a essere la loro unica pista. Dunque, alla fine Crash accetta di andare a cercarla.
Il bandicoot e la maschera si fanno strada fino alla Costa Ghiacciata, dove le Marmocchie, che ora non lavorano più per Nina, sono occupate a mettere dei Rattoghiacci sotto il controllo dell'NV. Liberati i mutanti dal nefasto influsso, Crash e Aku Aku raggiungono il Regno dei Rattoghiacci, in cui risiedono dei Rattoghiacci più civilizzati. Esplorando il villaggio, i due si imbattono in un Custode Rattoghiaccio che accenna a una prigione vicina sotto la sovrintendenza delle Marmocchie, il che fa pensare ad Aku Aku che potrebbe esserci un collegamento tra la prigione e la Scuola Pubblica del Male. Crash riesce a infiltrarsi nella Prigione di Ghiaccio, in cui, ascoltando di nascosto due Marmocchie che parlano, viene a sapere che l'entrata per la Scuola si trova vicino al Regno dei Rattoghiacci. Muovendosi tra le sale e i corridoi della prigione trova e scongela un nuovo mutante, il TK ("Telekinetic Chicken", un embrione di pollo con poteri telecinetici), grazie al quale riescono a scappare dalla Prigione e a tornare nel Regno dei Rattoghiacci. Tuttavia sono impossibilitati a superare il cancello in quanto è necessario ricorrere a un mutante capace di ruotare per aprirlo. Un mite Rattoghiaccio lì davanti informa Crash che nel deserto dell'isola ci sono dei titani rotolanti che potrebbero servire allo scopo. Così Crash e Aku Aku si dirigono nuovamente verso casa loro usando i poteri del Pollo Telecinetico, e di lì sorpassano l'ex nascondiglio di N. Gin per recarsi al Colosseo. Sul posto trovano dei Magmadon e un grosso Scorporilla sotto il controllo dell'NV, pertanto Crash assume il controllo dello Scorporilla per distruggere il pavimento del tempio del Colosseo fino al piano terra. Fatto ciò si avvia verso il deserto, puntando al Villaggio dei Rinorotanti. 
Strada facendo, Crash supera un ponte di terra che si sgretola e impedisce al duo di tornare al centro dell'isola. Inoltre trovano un Rinorotante senza NV che si sta difendendo da un soggiogato Scorporilla; lo scontro termina con la vittoria del primo, che in seguito attacca Crash e Aku Aku vedendoli come nemici. Sconfitto e crashato il Rinorotante, ne arrivano altri sotto il controllo del congegno malefico, e Crash riesce a sconfiggerli. Mentre si recano al villaggio, Crash scopre il potere dei Rinorotanti di aprire determinati cancelli come quello davanti alla Scuola Pubblica del Male, e in una grossa gola desertica deve recuperare tre chiavi per entrare nell'insediamento dei titani. Quando arrivano, lui e Aku Aku scoprono che è attaccato dai Tecnoricci, soggiogati dall'NV, sicché il bandicoot si vede nuovamente costretto ad affrontare e crashare i mutanti già incontrati precedentemente. Una vecchia femmina di Rinorotante e un cucciolo avvisano lui e Aku Aku che moltissimi titani sotto il controllo dell'NV stanno attaccando il villaggio, e poiché anche i Rinorotanti sono sotto il suo influsso, non è rimasto più nessuno a proteggerli e a vigilare sul villaggio. Dopo aver liberato molti di essi dal congegno, Crash e Aku Aku vengono lodati dalla femmina di Rinorotante e dal piccolo, i quali indicano loro una strada per lasciare la zona. Inoltre, la prima fa loro un favore e fa riparare ai Rinorotanti liberati il ponte, così che il bandicoot possa tornare indietro. 
Portato il Rinorotante fino al Regno dei Rattoghiacci, Crash lo usa per aprire il cancello della Scuola Pubblica del Male, luogo in cui agli studenti vengono insegnati i fondamenti dei principi negativi che governano la società. Lui e Aku Aku riescono a introdursi nell'edificio, nel quale si trovano moltissime Marmocchie. I due apprendono che si terrà una Mostra di Scienza Malvagia e raggiungono Nina. La ragazza accusa rabbiosamente Crash di averle rovinato la vita: prima era una studentessa modello nella scuola privata di Madame Amberly, e ora si ritrova con la "feccia della società". Dopo un iniziale rifiuto di aiutarli, Nina acconsente se i due si baciano. In seguito, salvato il suo progetto dalla concorrenza, rivela che suo zio si è riappacificato con N. Brio e li aiuta a scoprire dove si trova. 
Crash e Aku Aku devono dunque recarsi alla Discarica, dove vi sono i resti del covo di N. Gin dall'avventura precedente nonché Brio che sta producendo molti altri NV. Qui trovano Melmosi sotto l'influsso dell'NV e diverse Scimmie della Rovina impazzite dopo che N. Gin le ha abbandonate al loro destino. Sconfitto un gruppo di Melmosi soggiogati, ne appaiono alcuni più amichevoli che li ringraziano e dicono loro dove sono Brio e Crunch. Crashato un altro TK, Crash riesce a raggiungere ciò che rimane della Fabbrica di Armi di N. Gin; qui trovano il complice di Cortex e, in seguito alla sconfitta di Crunch, Crash lo crasha per colpire la postazione di N. Brio. Alla fine Crash riesce a togliere l'NV dalla testa di Crunch facendolo tornare normale, ma continua a picchiarlo credendo sia ancora cattivo. Aku Aku parla direttamente con Brio, da cui apprende che lui e Cortex stanno sfruttando l'aura negativa di Uka Uka per alimentare i malefici dispositivi. Così la maschera costringe anche lui ad andarsene dall'Isola Wumpa, e nel mentre lo scienziato assicura che non è ancora la fine. 
Crash e Aku Aku viaggiano fino al Monte Grimly, dove tengono prigioniero Uka Uka, e strada facendo si imbattono in un nuovo tipo di mutanti, gli Znu, piccole e rotonde creature viola che lavorano per un tipo di titani chiamati Grimly — spettri col potere di rallentare il tempo. Sconfitti questi e dei Combattenti, i due superano i pericolosi ostacoli presenti nella zona e raggiungono il fratello di Aku Aku, sorvegliato da Combattenti, Grimly e un Polipastro. Sfruttando il potere dei Grimly Crash sconfigge e crasha il Polipastro, il cui raggio di energia distrugge gli estrattori di aura attraverso cui Uka Uka viene "munto" e la maschera malvagia viene liberata. Questi desidera vendicarsi di Cortex, e dopo un iniziale rifiuto del fratello ("E perché aiutarti? Sei un cretino! Ricordi il compleanno di mamma? Le hai mandato dei calzini! Chi mai regalerebbe dei calzini a una maschera magica senza piedi?"), i due acconsentono in quanto Uka Uka si offre di trasportarli fino alla base di Cortex. Ma prima dovranno recuperare le tre ossa voodoo di Uka Uka, che sono state date "ai peggiori mutanti dell'isola". Crash e Aku Aku devono quindi sconfiggere i leader rispettivamente dei Grimly, dei Cecchini e dei Magmadon per riprenderle e riportarle alla maschera malvagia. Completata la missione, quest'ultimo li informa che li farà arrivare alla base nello spazio di Cortex partendo dall'interno dell'occhio dello Sterminatore, e con un teletrasportatore, i due raggiungono la casa dei tre bandicoot in breve tempo, venendo poi teletrasportati sulla stazione spaziale. 
All'interno Crash attiva diversi interruttori superando la sorveglianza di Puzzoni e Slap (i nuovi scagnozzi di Cortex, piccoli robot che guidano dei guanti viola) e riesce a raggiungere il suo arcinemico. Cortex afferma di voler affrontare Crash da uomo a mutante, ed essendo preso in giro a causa del suo fisico mingherlino, decide di assumere uno dei mutageni di Brio, che lo trasforma in una sua versione più grossa e forzuta. Dapprima Crash riesce a stordirlo sfruttando il potere del tempo rallentato del Grimly precedentemente crashato, dopodiché, colpendolo abbastanza forte con il mutante, ne assume il controllo. Grazie alla super-rotazione e la mega-forza di Cortex, annienta l'orda di mutanti venuti in soccorso del loro capo, per poi attivare l'autodistruzione della base facendo girare lo scienziato mutato su una grossa piattaforma girevole che mette in funzione un grosso pulsante da schiacciare. 
Sconfitto per l'ennesima volta, Cortex si mette a fare i capricci, e battendo fortemente i pugni sul pavimento, colpisce dei punti cardine della base spaziale. Dato il crollo imminente, lo scienziato pazzo fugge insieme a uno Znu (colpevole di mangiare panini mentre va in bagno) su una capsula di fuga, senza pantaloni, mentre Crash e Aku Aku precipitano sull'Isola Wumpa e finendo vicino a casa loro. Arrivati anche Crunch e Coco, l'avventura si chiude con l'ultimo scambio di battute tra Coco e Aku Aku: "Guarda che non puliamo"; "(sospiro) Lo so, Coco, lo so..." e uno sghignazzo di Crash.

## Modalità di gioco
Come in Crash of the Titans, Crash avrà l'abilità di controllare i suoi nemici dopo la cattura, ma in questo nuovo episodio si potranno anche conservare e potenziare.
Dal punto di vista grafico l'Isola di Wumpa è realizzata al dettaglio, e potrà essere esplorata in vari modi a seconda delle creature controllate al momento.
In questo episodio Coco torna come personaggio giocabile in modalità cooperativa (solo nelle versioni per Wii e Xbox 360), con abilità speciali diverse da quelle di Crash.
In fase di combattimento, si potranno evitare i colpi avversari con maggior facilità e sono state introdotte mosse più potenti. Novità di rilievo è la nuova capacità di Crash di scavare sottoterra per attacchi a sorpresa e bonus sotterranei. Nel gameplay c'è un moltiplicatore di aura: raccogliendo l'aura, Crash guadagna esperienza, sbloccando bonus e abilità, e la barra d'esperienza è distinta tra quella di Crash e quella del mutante crashato, e infliggendo danni ai nemici il moltiplicatore aumenta, ma ogni volta che Crash o il mutante che ha crashato viene colpito o cade in un burrone o una trappola, il moltiplicatore tornerà a 1.
A differenza degli altri giochi, Crash Mind Over Mutant non è a livelli, il gioco viene eseguito missione per missione.
Ritorna la modalità Open world, un tipo di gioco dove si ha molta libertà di movimento; Crash potrà esplorare qualsiasi punto del gioco nei minimi dettagli. Questa modalità era già stata utilizzata in Crash Twinsanity.
Non solo Crash ha acquisito l'abilità di controllare i suoi nemici quando salta sulla loro schiena, ora può anche conservarne uno nelle tasche, in modo da potenziarlo e utilizzare i suoi poteri quando sono più utili(i mutanti più grandi non sono tascabili).

## Missioni
Le missioni (o livelli) sono ventitré, divisi in sei zone. Ogni zona ha diversi scagnozzi. In ognuna si possono trovare:
- Bambolina Voodoo delle Concept Art: a differenza del precedente gioco in ogni zona ci sono ben 5 Bamboline Voodoo che sono a tema dipende in che zona si trovano. Raccogliendole, sbloccherete la concept-art della zona in cui avete trovato le 5 Bamboline Voodoo. In più ci sono tredici Bamboline Voodoo, due in ogni zona,(ed una vicino alla casa di Crash) che raffigurano Crash. Una volta raccolte tutte si sbloccheranno delle concept-art riguardanti il gioco.
- Frutto Wumpa D'oro: in ogni zona ci sono due Frutti Wumpa D'oro (in tutto sono quattordici). Raccogliendone uno si potenzia leggermente la barra dell'energia di Crash
- Prova a tempo: è come le prove a tempo del gioco precedente. È un orologio fluttuante che una volta toccato inizia il conto alla rovescia e bisogna raccogliere Aura verde o rompere un determinato numero di Casse o anche trovare un determinato numero di scrigni. Una volta vinta la prova a tempo come premio, la prima volta che la si esegue, si riceverà una certa quantità di Aura rosa. Dalla seconda aura azzurra.

Ci sono anche cinquanta missioni opzionali tra cui potenziare al massimo ogni mutante, completare i dieci livelli delle arene di combattimento, raccogliere bamboline Voodoo, Frutti Wumpa d'oro e altro. Una volta completato il gioco al 100% si sbloccherà una concept-art.

## Mutanti/Titani
Nel gioco ci sono 2 tipi di nemici: i Mutanti (o Titani) e gli scagnozzi di Neo Cortex.
Titani:
- Rattoghiaccio: nemico dell'isola Wumpa e del Regno dei Rattoghiacci, è molto muscoloso ed è il primo di tutti i mutanti. Può congelare l'acqua.
- Magmadon: nemico del Regno dei Rattoghiacci e del Deserto Wumpa. Fa attacchi molto lenti, ed è l'unico a non avere un posto natale. Può fare un passo ed evocare magma.
- TK: nemico del Regno dei Rattoghiacci e della Scuola Pubblica del Male. È molto veloce ma scarso in resistenza. Può utilizzare il potere della mente.
- Rinorotante: nemico del Deserto Wumpa. È molto veloce ed è in grado di rotolare.
- Puzzone: nemico del Regno dei Rattoghiacci, del Deserto e della Testa Spaziale. È in grado di far uscire raggi puzzoni dalla propria pistola e emanare puzza con il sedere.
- Cecchino: nemico del Deserto e dell'Isola Wumpa. Può sparare delle piume affilate come rasoi.
- Melmoso: nemico della Discarica. È in grado di spiaccicarsi per passare sotto gli ostacoli, di attaccare vomitando melma e di camminare nella melma.
- Grimly: nemico del Monte Grimly, del Regno dei Rattoghiacci e dell'Isola Wumpa. È in grado di rallentare il tempo.
- Combattente: nemico del monte Grimly, della Testa Spaziale e del Regno dei Rattoghiacci. È in grado di generare raffiche di vento e combatte con sferzate combo di kung fu
- Coco Bandicoot (Boss 1): boss della missione Salva Coco e Crunch. Per sconfiggerla si deve lanciare tutti i palloni da pallacanestro con cui attacca contro di lei, ghiacciarla usando il Rattoghiaccio ed infine colpirla quando è immobilizzata.
- Scorporilla (Boss 2): boss della missione Raggiungi il Deserto. È uno dei mutanti più potenti, può attaccare con i pugni e coda.
- Tecnoricci: Sono in grado di attaccare facendo uscire aculei dalla schiena o dal terreno.
- Crunch Bandicoot e N.Brio (Boss 3): i boss della missione Salva Crunch. Per sconfiggere Crunch si deve usare il TK e sbatterlo nelle ruote ai lati superiori della piattaforma e per sconfiggere N.Brio bisogna crashare Crunch e cercare di colpirlo mentre arrivano i suoi tirapiedi all'attacco.
- Polipastro (Boss 4): boss del livello Salva Uka Uka. È il più forte di tutti i mutanti e può emanare onde elettromagnetiche.
- Neo Cortex (Boss 5): boss finale del gioco. Per sconfiggerlo si deve usare il potere rallenta-tempo del Grimly, mandarlo K.O. e nella seconda parte dello scontro va crashato; sconfitti i mutanti in arrivo bisogna usarlo per girare una grossa piattaforma e poi schiacciare il pulsante dell'autodistruzione della base spaziale.

Scagnozzi:
- Topi da Laboratorio: nemici presenti nell'Isola Wumpa, nel Regno Rattoghiaccio e nel Deserto, allarmati dal rumore di Crash, che passa per strada, per poterlo mangiare.
- Scimmie della rovina: nemici presenti nella Discarica. Sono scimmie vestite di verde, Attaccano con una mazza da Baseball.
- Marmocchie: nemici del Regno Rattoghiaccio e della Scuola Pubblica del Male. Possiedono due attacchi: il pugno normale e una risata che stordisce.
- Snu: nemici del Monte Grimly e della Discarica. Attaccano con una sfera di fuoco gialla che lancia una specie di raggio laser.
- Slap: nemici del Monte Grimly, della Testa Spaziale e dell'Isola Wumpa. Sono robottini che guidano dei guanti viola che attaccano prendendoti a schiaffi e possono bloccare gli attacchi, usando la Morra cinese (carta-sasso-forbice).

Alcuni mutanti hanno un capo (o "eroe") differente dagli altri della propria specie per colore diverso e per maggiore forza. Inoltre hanno un potenziamento a parte, infatti se per esempio si potenzia un Rattoghiaccio normale, l'eroe non sarà potenziato. Una volta crashati li si potrà trovare nel posto in cui si sono incontrati per la prima volta.

## Luoghi
Isola Wumpa: il primo fra tutti i luoghi,  qui c'è la casa di Crash e di Coco Bandicoot,  si può cambiare abito e guardare le concept-art.  Inoltre è presente il monarca grimly e lo spunzone.
Regno dei Rattoghiacci: è il luogo dove si trovano i Rattoghiacci. Presenta molti ghiacciai, è molto ampio.
Deserto Wumpa: è il deserto dove si trova il Villaggio dei Rinorotanti. Inoltre i Tecnoricci hanno sottomesso i Rinorotanti buoni.
Scuola Pubblica del Male / Scuola di Nina: è la scuola dove si trova Nina Cortex, che, tradendo suo zio, fu mandata in questa malvagia scuola. Si vedono poster di Polipastri.
Discarica: è un luogo pieno di melma ed è abitato dai melmosi. N. Brio porta Crunch qui. Inoltre era un'ambientazione in Crash of the Titans, in cui era una spiaggia, e per qualche motivo venne trasformata in una discarica.
Monte Grimly: è l'ambientazione lugubre di questo gioco. Qui ci abitano i Grimly che hanno braccia fluttuanti. È governato dal Polipastro.
Testa spaziale: è l'ultima ambientazione del gioco dove si trova il Dottor Neo Cortex.

## Doppiaggio
| Personaggio      | Doppiatore originale | Doppiatore italiano |
| ---------------- | -------------------- | ------------------- |
| Crash Bandicoot  | Jess Harnell         | Jess Harnell        |
| Coco Bandicoot   | Debi Derryberry      | Laura Merli         |
| Crunch Bandicoot | Chris Williams       | Marco Balbi         |
| Neo Cortex       | Lex Lang             | Mago Forest         |
| Nina Cortex      | Amy Gross            | Renata Bertolas     |
| N. Gin           | Nolan North          | Gianni Quillico     |
| N. Brio          | Maurice LaMarche     | Luca Sandri         |
| Aku Aku          | Greg Eagles          | Giorgio Melazzi     |
| Uka Uka          | John DiMaggio        | Antonio Paiola      |

## Accoglienza
Crash: Il dominio sui mutanti ha avuto la nomination per il miglior platform del 2008 da Nintendo Power.

## Concorso
I disegni che si vedono sia nella prima galleria di immagini (dal titolo "arte per i bambini") sia appesi nella Scuola Pubblica del Male appartengono ai vincitori di un concorso dove si doveva disegnare Crash tenuto da Radical Entertainment; i nomi dei ragazzi appaiono anche nei titoli di coda.